# Programme racial pour le vingtième siècle
Le Programme racial pour le XXe siècle (A Racial Program for the Twentieth Century) est le titre d'une publication qu'aurait écrite un nommé Israel Cohen en 1912, censée décrire un plan s'appuyant sur les tensions raciales pour imposer le communisme en Amérique. Citée une première fois en 1957, son existence a été dénoncée comme un faux dès l'année suivante.

## Citation à la Chambre des représentants
À l'occasion d'un débat sur le Civil Rights Act de 1957, le représentant démocrate du Mississippi Thomas Abernethy (en), s'adressant à la Chambre, lut un texte qu'il dit tiré du Programme racial pour le XXe siècle d'Israel Cohen. Extrait du Journal officiel du Congrès (Congressional Record) du 7 juin 1957 :
« [...] Cette histoire de droits civiques suit parfaitement un plan étudié et bien défini. Cela étonnera certains parmi vous, mais le déroulement du soutien à ce projet de loi a été soigneusement établi et exposé il y a plus de 45 ans. Israel Cohen, un intellectuel communiste de premier plan en Angleterre, a écrit en 1912 dans son Programme racial pour le vingtième siècle le passage suivant :
Nous devons réaliser que les tensions raciales sont l'arme la plus puissante du parti. En insufflant dans l'esprit des races sombres qu'elles ont été durant des siècles oppressées par les Blancs, nous pouvons les préparer au programme du Parti Communiste. En Amérique nous devons viser une victoire subtile. Tout en embrasant la minorité nègre contre les Blancs, nous instillerons chez les Blancs un complexe de culpabilité pour leur exploitation des Nègres. Nous aiderons les Nègres à s'élever dans le sport et le divertissement, afin qu'avec le prestige ils puissent conclure des mariages avec les Blancs, et enclencher un processus qui livrera l'Amérique à notre cause. »
Cet extrait, qu'Abernethy avait tiré d'une tribune publiée dans le Washington Star, prouvait selon lui que le mouvement des droits civiques était un complot communiste dirigé de l'étranger.

## Dénonciation
Le Washington Star s'excusa par la suite d'avoir imprimé l'extrait sans en avoir vérifié l'authenticité, et publia le 18 février 1958 un article intitulé : « Histoire d'une fausse citation », retraçant l'origine de la citation et l'attribuant à Eustace Mullins, qui interrogé, dira l'avoir trouvé lui-même dans un ouvrage sioniste de la Bibliothèque du Congrès,.
Le 30 août 1958, le représentant démocrate de l'État de New York Abraham J. Multer (en), lut l'article du Washington Star devant la Chambre en ajoutant de nouveaux arguments pour soutenir l'accusation de faux :
- le Parti Communiste britannique n'existait pas en 1912 (il ne fut fondé qu'en 1920) ;
- il n'existait pas d'auteur britannique du nom d'Israel Cohen.

Il existait bien un écrivain britannique du nom d'Israel Cohen (1879-1961), mais sans lien prouvé avec le communisme (ses ouvrages sont essentiellement consacrés au mouvement sioniste). En outre, aucun livre ou article de Cohen intitulé Programme racial ne figure aujourd'hui au catalogue de la bibliothèque du Congrès ou de la bibliothèque nationale du British Museum.